# Gibraltar na Mistrzostwach Świata w Lekkoatletyce 2019
Gibraltar na Mistrzostwach Świata w Lekkoatletyce 2019 – reprezentacja Gibraltaru podczas mistrzostw świata w Doha liczyła tylko jednego zawodnika.

## Skład reprezentacji

### Mężczyźni
| Zawodnik     | Konkurencja   | Eliminacje | Eliminacje | Półfinał | Półfinał | Finał | Finał   |
| Zawodnik     | Konkurencja   | Wynik      | Pozycja    | Wynik    | Pozycja  | Wynik | Pozycja |
| ------------ | ------------- | ---------- | ---------- | -------- | -------- | ----- | ------- |
| Jessy Franco | Bieg na 400 m | 47,41 s    | 35.        | NQ       | NQ       | NQ    | NQ      |